# Динго (село)
Динго — село в Левашинском районе Дагестана. Входит в состав сельского поселения Сельсовет Цудахарский.

## География
Расположено в 15 км к юго-западу от районного центра села Леваши, на реке Акуша.

## Население
| 1926 | 1939 | 1970 | 1989 | 2002 | 2010 | 2021 |
| ---- | ---- | ---- | ---- | ---- | ---- | ---- |
| 22   | ↗25  | ↗38  | ↘30  | ↘20  | ↘0   | ↗19  |